# Manuel Robles Gutiérrez

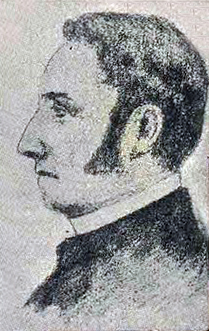
Manuel Robles Gutiérrez (6 de novembro de 1780 - 27 de agosto de 1837)

Manuel Robles Gutiérrez (6 de novembro de 1780 — Santiago do Chile, 27 de agosto de 1837) foi um violinista e compositor chileno, conhecido por sua participação no primeiro Hino nacional do Chile.[carece de fontes?]